# Spectacle Lake Provincial Park
Der Spectacle Lake Provincial Park (auch Spectacle Lake Park) ist ein nur etwa 67 Hektar (ha) großer Provincial Park im Süden der kanadischen Provinz British Columbia, auf Vancouver Island.
Bei dem Park handelt es sich um einen sogenannten Day-Use Park. Diese Parks verfügen üblicherweise über keine umfangreiche touristische Infrastruktur und sind nur für Tagesbesuche ausgestattet.

## Anlage
Der Park liegt im Cowichan Valley Regional District, im Süden von Vancouver Island. Der Park umschließt den namensgebenden Spectacle Lake, an dessen südlicher Spitze sich auch der Picknickbereich befindet. Der Zugang zum Park erfolgt über den etwa 2 Kilometer südlich von Park verlaufenden Highway 1, der hier Teil der südwestlichen Routenführung des Trans-Canada Highways ist.
Bei dem Park handelt es sich um ein Schutzgebiet der IUCN-Kategorie II (Nationalpark).

## Geschichte
Der Park wurde am 13. November 1963 als einer der Provincial Parks in British Columbia eingerichtet. Im Laufe der Zeit wurden dabei sowohl seine Größe, bei einer ursprünglichen Fläche von 160 Acres (was ungefähr 64 ha entspricht), wie auch sein Schutzstatus geändert. Zuletzt wurde im Jahr 2004 seine Grenzen und damit auch seine Größe geändert.
Wie jedoch bei fast allen Provinzparks in British Columbia gilt auch für diesen, dass die Gegend, lange bevor sie von europäischen Einwanderern besiedelt oder sie Teil eines Parks wurde, in diesem Fall Jagd- und Fischfanggebiet verschiedener Gruppen der First Nations, hier der Malahat, war.

## Flora und Fauna
Mit dem Biogeoclimatic Ecological Classification (BEC) Zoning System wird das Ökosystem von British Columbia in verschiedene biogeoklimatische Zonen eingeteilt. Biogeoklimatische Zonen zeichnen sich durch ein grundsätzlich identisches oder sehr ähnliches Klima sowie gleiche oder sehr ähnliche biologische und geologische Voraussetzungen aus. Daraus resultiert in den jeweiligen Zonen dann grundsätzlich auch ein sehr ähnlicher Bestand an Pflanzen und Tieren. Innerhalb dieser Systematik wird der Park der Coastal Western Hemlock Zone zugeordnet.